# Raffinerie de Dunkerque
Ne doit pas être confondu avec Raffinerie des Flandres.
La raffinerie de Dunkerque (Nord) est spécialisée dans la production de bases pour huiles et lubrifiants.

## Histoire
Une raffinerie de pétrole existait à Dunkerque bien avant 1891. On comptait au moins 3 raffineries ou dépôts de pétrole avant 1900: Trystam en 1862, Marchand en 1872 et Clère & Boilet en 1874. La raffinerie actuelle a pour origine une installation de raffinerie construite en 1932 par la société belge FINA. Mais la Seconde Guerre mondiale détruit totalement la ville et le port de Dunkerque. La raffinerie de pétrole est reconstruite en 1950 par British Petroleum. Elle est gérée depuis 2001 par la Société de la Raffinerie de Dunkerque (SRD) et se spécialise dans les lubrifiants, bitume et paraffine. Après la construction de la raffinerie des Flandres par Total en 1974, la première raffinerie de Dunkerque ne conservera que la fabrication de lubrifiants (à partir de 1981).
En juin 2010, Colas acquiert 100 % de la Société de la Raffinerie de Dunkerque en rachetant les parts d'ExxonMobil (60 %) et Total (40 %).
Mise en vente par la Société Colas, la raffinerie n'a pas trouvé preneur et est fermé en Janvier 2017. Les 111 employés sont licenciés. Une partie du site devrait être reconverti en stockage d'hydrocarbures, l'autre partie devant être rendu au Grand port maritime de Dunkerque après dépollution.